# Bełchów
Bełchów – wieś w Polsce położona w województwie łódzkim, w powiecie łowickim, w gminie Nieborów.
Wieś arcybiskupstwa gnieźnieńskiego w ziemi rawskiej województwa rawskiego w 1792 roku.

## Części wsi
| SIMC    | Nazwa    | Rodzaj    |
| ------- | -------- | --------- |
| 1039381 | Za Torem | część wsi |

## Historia
Pierwsza wzmianka o wsi, leżącej w obrębie dóbr łowickich arcybiskupów gnieźnieńskich, pochodzi z 1366 r., z okresu rządów abpa Jarosława Bogorii Skotnickiego. Tutejszy kościół, zapewne drewniany, wzmiankowany jest po raz pierwszy w r. 1548.
W 1649 arcybiskup gnieźnieński Maciej Łubieński utworzył w Bełchowie parafię św. Macieja Apostoła.
W 1815 r. miejscowość weszła wraz z Królestwem Polskim w skład państwa rosyjskiego. 1845 r. w pobliżu wsi przeprowadzono linię kolejową Skierniewice – Łowicz i wybudowano stację, co przyczyniło się znacznie do późniejszego rozwoju osady. W l. 1865–1867 wzniesiony został zachowany do dziś, murowany kościół, obok niego zaś drewniana szkoła. W 1881 r. nad Skierniewką powstał młyn wodny, a w 1894 r. zbudowano murowaną szkołę jednoklasową.
W 1924 prywatny przedsiębiorca założył we wsi hutę szkła „Nieborów”, która – mimo zmian właścicieli i okresowych przerw w pracy – funkcjonowała także podczas II wojny światowej aż do 1947, kiedy to została upaństwowiona. W 1968 zakład stał się częścią Huty Szkła „Feniks” w Piotrkowie Trybunalskim.
3 września 1939 lotnictwo niemieckie zbombardowało stację kolejową w Bełchowie, w wyniku nalotu zginął jeden żołnierz polski, a kilku zostało rannych. W czasie Bitwy nad Bzurą we wsi doszło do potyczki oddziałów rozpoznawczych niemieckiej 8. Armii i 7. Wielkopolskiego Pułku Strzelców Konnych. W trakcie walk poległo 5 żołnierzy polskich, śmierć poniosło także 12 mieszkańców wsi.
W l. 1961–1962 Bełchów otrzymał ostatecznie nowy, kompletny budynek szkoły podstawowej, której nadano imię Władysława Broniewskiego.
W latach 1954–1972 wieś należała i była siedzibą władz gromady Bełchów. W latach 1975–1998 miejscowość administracyjnie należała do województwa skierniewickiego.

## Zabytki
Według rejestru zabytków Narodowego Instytutu Dziedzictwa na listę zabytków wpisane są obiekty:
- zespół kościoła parafialnego pw. św. Macieja, 1866, 1900, nr rej.: 973/A z 30.06.1994:
  - kościół
  - cmentarz kościelny
  - mur ogrodzeniowy
  - kaplica pogrzebowa
  - kapliczka